# Літійорганічні сполуки
Літійоргані́чні сполу́ки — клас металоорганічних сполук що містять хоча б один хімічний зв'язок карбон—літій. Прикладами літійорганічних сполук є метиллітій та н-бутиллітій. Літійорганічні сполуки проявляють властивості сильних осно́в Льюіса і зазвичай є високо реакційноздатними речовинами.

## Фізичні властивості
Літійорганічні сполуки представляють собою тверді речовини (окрім бутиллітію C4H9Li). Переважна їх більшість добре розчинна у вуглеводнях, за винятком метиллітію (CH3Li), 1-адамантиллітію ((1-Ad)-Li)  та феніллітію (C6H5Li). Вуглеводневі розчини літійорганічних сполук досить безпечні у користуванні: при контакті з повітрям вони без спалаху швидко окиснюються до відповідних алкоксидів літію.

## Будова
Сполуки характеризуються наявністю дуже полярного вуглець-літієвого зв'язку, що обумовлює їх  схильність до утворення агрегатів.

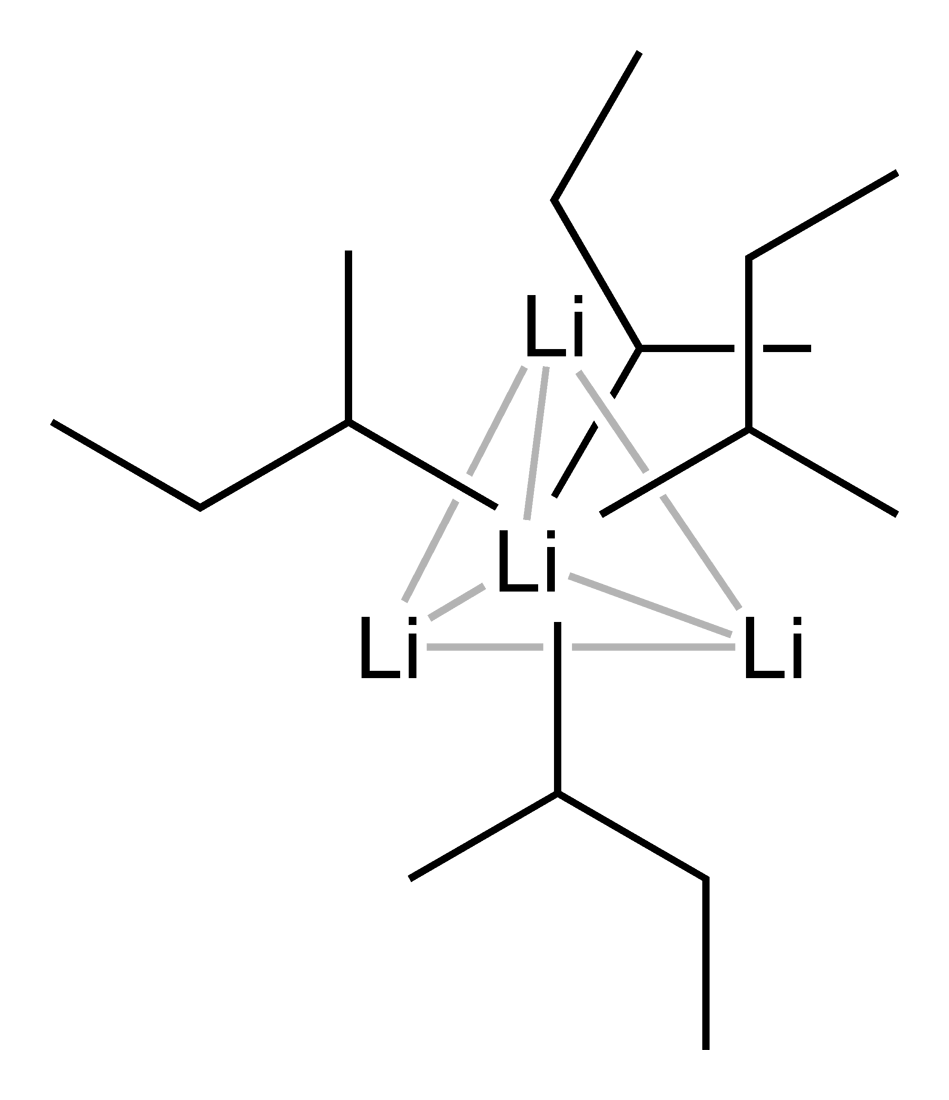
Агрегат sec-Бутиллітію

## Отримання
Найпростішим методом отримання літійорганічних сполук є взаємодія металевого літію з галогенпохідними алканів чи аренів:
{\displaystyle \mathrm {2Li+RHal\rightarrow RLi+LiHal\!} }
Реакція проводиться у бензені, гептані чи петролейному етері для запобігання взаємодії літійорганічної сполуки з атмосферним киснем та вологою. У промисловості використовують 0,5-2% добавку металевого натрію як ініціатор взаємодії.
Іншим способом є реакція між літієм та теплими розчинами алкільних сполук ртуті:
{\displaystyle \mathrm {2Li+HgR_{2}\rightarrow 2RLi+Hg\!} }
Деякі літійорганічні сполуки можна отримати дією інших літійорганічних сполук на відповідні органогаліди в алканових розчинниках (літій-галогеновий обмін)
(1-Ad)-Br + 2 tBu-Li {\displaystyle \rightarrow } (1-Ad)-Li(тв.) + tBuH + Me2C=CH2
Ph-Br + nBuLi {\displaystyle \rightarrow } PhLi(тв.) + nBuBr
У двох вищенаведених прикладах рушійною силою є дуже низька розчинність продукту, завдяки якої він виводиться  із реакційної системи і, відповідно до принципа Ле-Шательє, здвигає хімічну рівновагу праворуч.

## Хімічні властивості
Сполуки характеризуються наявністю дуже полярного вуглець-літієвого зв'язку, що обумовлює як їх високу нуклеофільність, сильні осно́вні властивості та схильність до утворення агрегатів.
Літійпохідні алканів та аренів взаємодіють з галогенпохідними подібно до реакції Вюрца:
{\displaystyle \mathrm {RLi+RHal\rightarrow RR+LiHal\!} }
Беруть участь у синтезі кетонів із солей карбонових кислот:
{\displaystyle \mathrm {R^{1}COOLi+R^{2}Li{\xrightarrow {H_{2}O,H^{+}}}R^{1}C(O)R^{2}+2LiOH\!} }
Самозаймаються при контакті з водою та вологим повітрям, а також бурхливо взаємодіють зі сполуками, що мають активний водень:
{\displaystyle \mathrm {RLi+H_{2}O\rightarrow RH+LiOH\!} }

## Застосування та зберігання
Літійорганічні сполуки широко використовуються в органічному синтезі як аналог реактиву Гріньяра та як каталізатор полімеризації олефінів.

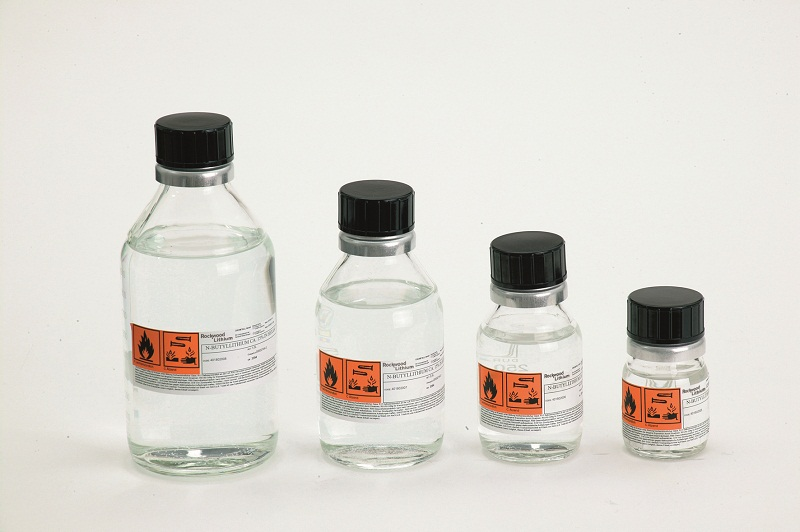
Склянки з розчином бутиллітію

Для уникнення контакту з вологим повітрям на практиці використовуються у вигляді розчинів у вуглеводнях чи, рідше, в естерах.